# Cronologia da botânica
Esta lista apresenta, não taxativamente, acontecimentos notáveis na história da botânica.

## Antiguidade
- de 372 a.C. a 287 a.C.: Teofrasto define a botânica como uma disciplina em si mesma, com seu próprio método e vocabulário;

- de 40 a 90: Dioscórides publica em 60 obra sobre os produtos medicinais De Materia Medica, e descreve pouco menos de um milhar de plantas. Permanecerá em uso até pelo menos ao século XVI.

## Idade Média
- Vicente de Beauvais (ca. 1190-1264) publica uma importante compilação dos conhecimentos de seu tempo. Mais crítico e objectivo que o dominicano Tomás de Cantimpré (1201-1263) na mesma época, prefigurou aos enciclopedista do Renascimento. Foi honrado nomeando-lho "O Plínio da idade Média

- Santo Alberto Magno, Albertus Magnus (1193 - 1280) filósofo (e mestre de Santo Tomás de Aquino) e alquimista, descreve em De vegetalibus a numerosas plantas e diferença pela primeira vez as monocotiledóneas das dicotiledóneas segundo a estrutura do caule. Teoriza que a função do órgão controla a sua forma e portanto é um elemento crucial da classificação. Essa visão contrapôs-se com Aristóteles e com Teofrasto

## Renascimento
- 1485: aparece na Alemanha Gart der Gesundheit de Johannes de Cuba, primeiro livro impresso de história natural, Sua parte botânica com frequência é reimpressa nas décadas seguintes
- vers 1520-1530: Luca Ghini inventa o herbário
- 1533: cria-se a primeira cátedra de botânica na Europa: Pádua
- 1536: Jean Ruel realizou um inventário dos conhecimentos botânicos de seu tempo em De Natura stirpium libri tres, mas não oferece nenhum método de classificação, as espécies se apresentavam em desordem
- Andrea Cesalpino aluno de Luca Ghini propôs novas subdivisões na classificação de Teofrasto reagrupando em 15 classes a 1.500 plantas conhecidas. Utilizou habitats de plantas, e também caracteres vegetativos, de sementes, carpológicas, e as flores. Excluíam-se as propriedades das plantas, como critérios de classificação. E entendeu que o embrião é um carácter fundamental na sistémica
- 1538: aparece a primeira flora britânica por William Turner
- 1540: Botanicon, continens herbarum, aliorumque simplicum, quorum usus in medicinis est, descriptiones, & iconas ad vivum effigiatas de Theodor Dorsten
- 1544: Luca Ghini creia em Pisa um jardim botânico
- 1568: Ulisse Aldrovandi cria em Pádua um jardim botânico
- 1593: cria-se em Montpellier o primeiro jardim botânico francês por decretos de Henrique IV de França, estabelecido por Pierre Richer de Belleval
- 1597: John Gerard publica Herball, ou general historie of plants en Londres

## Século XVII
- 1601: aparece  Rariorum plantarum historia de Charles de l'Écluse (1525-1629) que inclui suas obras anteriores. Sua classificação não era muito avançada, mas suas descrições excelentes
- 1605: Claude Duret (v. 1570-1611) publica Histoire admirable des plantes et herbes esmerveillables et miraculeuses en nature... (Paris, 1605) onde descrevia plantas tão estranhas como uma árvore cujas folhas fugiam com pernas curtas quando chegavam a terra
- 1635: publicação do Edicto Real de criação do Jardim do rei em Paris. Foi inaugurado oficialmente em 1640. Seu objectivo, como seu nome o indica: Jardin royal des plantes médicinales, de cultivo único de plantas medicinais
- 1636: publica-se uma edição aumentada de Herball  por Thomas Johnson
- 1640: aparece Theatrum botanicum de John Parkinson
- 1644: falece Thomas Johnson, autor de Mercurius botanicus, em Hampshire
- 1650: William How publica Phytologia Britannica em Londres
- 1670: publica-se a primeira flora da Grã-Bretanha: Catalogus plantarum Angliæ et insularum adjacentium de John Ray
- 1671: Marcello Malpighi publica um estudo sobre a anatomia vegetal marcando a estreia dessa disciplina
- 1686: começa-se a publicação de História plantarum generalis de John Ray, a primeira tentativa de uma flora global. Apresentou uma definição de espécie muito similar à utilizada mais tarde pelo genial Carolus Linnaeus
- 1694: Rudolf Jakob Camerarius publica De Sexu Plantarum Epistola  onde demonstra o papel do estame e do pistilo na reprodução vegetal

## Século XVIII
- 1705: morre John Ray, fundador da botânica moderna
- 1718: o Jardim do rei converte-se numa verdadeira instituição de estudo de plantas e espécies só com valor medicinal
- 1727: Stephen Hales publica resultados dos seus estudos sobre a respiração vegetal
- 1753: Carolus Linnaeus publica Species Plantarum, ponto de partida do sistema do binómio linneano e da nomenclatura botânica
- 1754: Pehr Löfling utiliza na Venezuela o método Lineu para realizar as primeiras descrições científicas da flora e fauna das posses sulamericanas da coroa espanhola
- 1762: aparece a primeira obra francesa empregando o sistema do nome binomial, Hortus regius monspeliensis de Antoine Gouan (1733-1821), seguido em 176 da primeira flora regional: Flora Monspeliaca
- 1763: Michel Adanson publica seus Familles dês Plantes  propondo um novo método de classificação vegetal
- 1779: Jan Ingenhousz descobre o papel da luz na fotossíntese
- 1779: Jean-Baptiste de Lamarck publica a primeira edição da Flore française, onde expõe a método dicotómico (algoritmo de busca binária) permitindo identificar as plantas
- 1787: Thomas Walter publica a primeira flora de América do Norte utilizando o sistema linneano
- A partir da década de 1790, Erik Acharius, botânico sueco, publica trabalhos sobre taxonomia de líquenes, sendo considerado fundador da liquenologia

## Século XIX
- 1806: Essai sur la géographie des plantes por Alexander von Humboldt e Aimé Bonpland
- 1836: começa a publicação de Gera plantarum secundum ordines natures disposita de Stephan Endlicher (a edição durará até 1850).
- 1838: primeira flora da Sicília por Filippo Parlatore

## Botânica do s. XX, XXI, e do futuro
- 1905: Frederick Hamilton Davey publica Flora of Cornwall em Penzance

Com novas estratégias de trabalho e de formação, permitem a interacção de novas ferramentas como:
- SIG e ferramentas de cartografia automática (com imagens de satélites, aéreas, terrestres, etc.)
- ferramentas de análises taxonómicas
- ferramentas de análises bioquímicos e genéticos (tecnologia de ADN-Chip, etc.);
- motores de busca, de indexação, de navegação mais e mais «inteligente»
- assistência com software ao trabalho colaborador (notavelmente wikis)
- licenças livres e de colaboração do tipo Creative Commons

- 1951: Diapensia, nova espécie de Bretanha, é achada em Sgurr an Utha, Inverness-shire, Escócia

O cruzamento entre essas ferramentas e procedimentos através de um software chamado de interoperabilidade, abre um amplo campo e uma nova botânica às vezes chamada de «botânica numérica ou digital» enquanto os botânicos universitários do século XX com a cada vez mais provável que se tivessem formado, para tratar de abordar esses problemas, emergências e incertezas relacionados com a diminuição acelerada da biodiversidade e às mudanças climáticas.
As tecnologias de comunicações sem fio (como o telefone celular, wi-fi), associadas ao GPS e de outras equipamentos fixos e "independentes" de facto devem permitir uma rápida identificação botânica assistida por computador, incluindo ao terreno, graças à melhora de algoritmos experientes de software com motores de busca para a  «identificação visual». Inversamente, a identificação da terra deve ser capaz de enriquecer as bases de dados em geral.
As experiências como Telabotânica já têm demonstrado o valor da combinação de redes e comunidades de pesquisadores aficionados para melhorar o acesso aos dados. Existe em França um projecto de plataforma botânica colaborativa «Pl@ntnet».
- um melhor controle (se é necessário e quando seja necessário, inclusive em forma automática e robótica) na contramão de adventícias dos cultivos
- melhorar a bioavaliação (avaliação do patrimônio ecológico em particular, importante para estudar impactos e a concessão de isenções na mudança de compensações fortes e eficazes
- melhorar o rastreamento do estado sanitário das espécies fisiológicas e suas populações. Algumas ferramentas de detecção automática já existem (por exemplo, para aspergir pesticidas só às plantas não desejadas para o agricultor ou para recolher fruta nos ramos). Talvez algum dia os robôs reúnem as más ervas sem utilizar produtos químicos
- monitorar as espécies introduzidas e / ou invasivas:
- seguir a corología (partilha das populações vegetais), e os impactos de mudanças climáticas
- detectar a toxicidade de plantas
- e, em general contribuam a uma vigilância mais estreita em "tempo real" da biodiversidade
- melhorar a renderização aplicada ao reino vegetal. As simulações de evolução da paisagem são uma dos aplicativos possíveis ((simulação da arquitetura das plantas têm evoluído para a predição do desenvolvimento de suporte)
- um melhor acesso a dados através de portais de Internet, mais fácil de usar e ergonómico para os não especialistas e experientes por igual

Com novas chaves dicotómicas de identificação, gráficas, visuais, e textuais simplificadas de determinar, gestão de bases de dados digitais ou fotos digitais da flora, de bases de genoma, e o software de simulação da evolução da flora de acordo às condições ambientais, ou para avaliar a bioconcentração ou o movimento de determinados agentes contaminantes na corrente alimentar, etc. são alguns exemplos do que se espera da botânica num futuro próximo.
Os computadores e as bases de dados em rede, junto com um trabalho de maior colaboração, deveria impulsionar a investigação, e também permite o acesso desde a botânica a um maior número de aficionados e público em general. Uma condição para isto é melhorar a interoperabilidade de bases de dados e software (objectivo, que é coordenado em França pela rede SINP que podem confiar nas novas bases de dados de nomenclatura e projectos em desenvolvimento tais como baseflor, baseveg, CATMINAT e bases de dados fitossociológicos Tela-botânica.
Essas melhoras também devem afectar ao direito ambiental onde têm mais que actualizar as listas de espécies protegidas e em perigo de extinção, a evolução da botânica, o que significa ter que fazer referência a uma as diferentes espécies conhecidas ou subdivididas ou combinadas em novas taxa. A botânica digital também deveria melhorar a formação de cientistas, o trabalho de arquitetos e engenheiros, como a luta contra o tráfico de espécies de madeira ou uma planta em perigo de extinção ou protegidas (pelas alfândegas e a polícia por exemplo, sobre a CITES). As ferramentas "entrada múltipla", por exemplo, apoiam-se sobre a base de "tipologias de retrato-robô"  e uma selecção filtrada pelo potencial do lugar em questão e referenciado.